# Roc de la Moleta
El Roc de la Moleta és una muntanya de 1.215 metres que es troba al municipi de Llavorsí, a la comarca del Pallars Sobirà.